# Diversity (telefonie)
Diversity is een systeem om ontvangst te creëren van meerdere ontvangers op dezelfde frequentie.
Dit systeem wordt onder andere gebruikt in grote radionetwerken. Aan de centrale kant (daar waar alle signalen bij elkaar komen) wordt bekeken welke ontvanger het beste signaal afgeeft. Alleen de audio van deze ontvanger wordt doorgeschakeld naar de luidspreker(s).
Netwerken die dit gebruiken hebben (bijna) altijd ook meerdere zenders. Wanneer er wordt teruggezonden, kan het systeem dan automatisch de bij de beste ontvangst behorende zender kiezen.
Een ander systeem is dat er meerdere zenders op dezelfde frequentie tegelijk gebruikt worden, wat co-channel genoemd wordt.